# Johan de Cangas
Johan de Cangas, también conocido como Johán de Cangas o, en gallego moderno, Xoán de Cangas o Xohán de Cangas fue un juglar gallego del siglo XIV. Fue homenajeado en el Día de las Letras Gallegas de 1998 junto a Martín Códax y Mendinho.

## Biografía
No se conservan datos biográficos. Probablemente procede de la zona del Morrazo y estuvo activo en el siglo XIV, aunque también es posible que su producción literaria se desarrollase en el último tercio del Siglo XIII. En sus cantigas cita el Santuario de San Mamede, situado en el lugar de Bon, parroquia de Beluso, integrada en Bueu desde la creación de los municipios a principios del siglo XIX.

## Obra
Se conservan tres cantigas de amigo pertenecientes al subgénero denominado cantigas de romería.